# Діксон Денгем
Діксон Денгем (Dixon Denham; 1786–1828) — англійський військовий, дослідник Західної Центральної Африки, а згодом губернатор Сьєрра-Леоне.

## Раннє життя
Діксон Денгем народився у Лондоні в день Нового року 1786 року в сім'ї галантерейника Джеймса Денгема та його дружини Елеонори, уродженої Сімондс. Навчався в Школі торговців Тейлорів з 1794 по 1800 рік; після закінчення він був призначений соліситором, але вступив до армії в 1811 році.

## Військова кар'єра
Спершу служив у 23-му Королівському велському стрілецькому полку, а пізніше в 54-му піхотному полку Денгем брав участь у кампаніях в Португалії, Іспанії, Франції та Бельгії, отримавши медаль Ватерлоо. Денгема вважали хоробрим солдатом, який виніс свого пораненого командира з лінії вогню в битві під Тулузою, і став близьким знайомим герцога Веллінгтона, з яким він регулярно листувався. Після закінчення військових дій лейтенант Денгем служив у Камбре та під час окупації Парижа. У 1818 році отримав половину зарплати, деякий час подорожував Францією та Італією. У 1819 році Денгем вступив до Королівського військового коледжу в Сандгерсті, маючи намір стати штабним офіцером у старшому відділі Королівського військового коледжу.

## Місія Борну
Денгем познайомився з капітаном Джорджем Лайоном під час повернення останнього до Лондона з Африки і вирішив приєднатися до другої місії британського уряду для встановлення торгових зв'язків із західноафриканськими державами. Можливо, завдяки його впливовим знайомствам Денгем отримав звання майора, і лорд Батерст восени 1821 року відправив його приєднатися до інших членів місії, доктора Волтера Овдні та лейтенанта Г'ю Клеппертона, які прибули до Триполі. на борту шхуни Експрес.
Денгем привіз із собою інструкції з колоніального відомства, згідно з якими Овдні мав залишитися в Борну (державі в Західній Африці) як віце-консул, а Денхем і Клаппертон мали «дослідити країну на південь і схід від Борну, головним чином з метою простежити русло Нігеру». З невідомих причин Денгема затримали в Триполі, і 23 лютого 1822 року місія вирушила до Марзука у Феццані без нього. Зрештою Денгем покинув Тріполі 5 березня з ескортом із 210 арабських вершників, діставшись до Марзука. Там він виявив двох своїх співвітчизників у жалюгідному стані: Клаппертоназ гарячкою, та Овдні з сильною застудою. Крім того, місцевий бей заборонив їм залишати Феццан, поки він був відсутній під час експедиції з полювання на рабів. Невдовзі Денгем повернувся до Триполі, щоб шукати додаткові кошти та переконати пашу Юсуфа Караманлі забезпечити необхідний супровід для захисту місії на південь до Борну. Він повернувся до Триполі 13 червня 1822 року.
Але паша був таким же впертим, як і бей Марзука. Денгем вирішив повернутися до Лондона, щоб доповісти про ситуацію лорду Батерсту, а також просити підвищення, щоб повернутися в якості командира експедиції. Піднімаючись на корабель, що прямував до Марселя, він повідомив лейтенантів паші про невдоволення свого уряду. Тоді стривожений паша написав йому, пропонуючи 300 людей, що супроводжувала багатого купця, який збирався вирушити до Борну.
До кінця вересня 1822 року Денгем повертався до Марзука з купцем і обіцяним ескортом. Місія, яка тепер складалася з чотирьох британців (включаючи теслю Гіллмана, теслю), п'ятьох слуг і чотирьох погоничів верблюдів, зрештою вирушила з Марзука до Борну 19 листопада 1822 року. Клеппертон та Овдні були в поганому стані здоров'я, оскільки вони захворіли на лихоманку, і всі були дуже змучені, коли вони прямували на південь через Сахару. Місія досягла північного берега озера Чад 4 лютого 1823 року. Британці стали першими білими людьми, які побачили озеро. Група продовжила рух на захід, досягнувши 17 лютого поселення Кука в імперії Борну (нині Кукава, Нігерія).

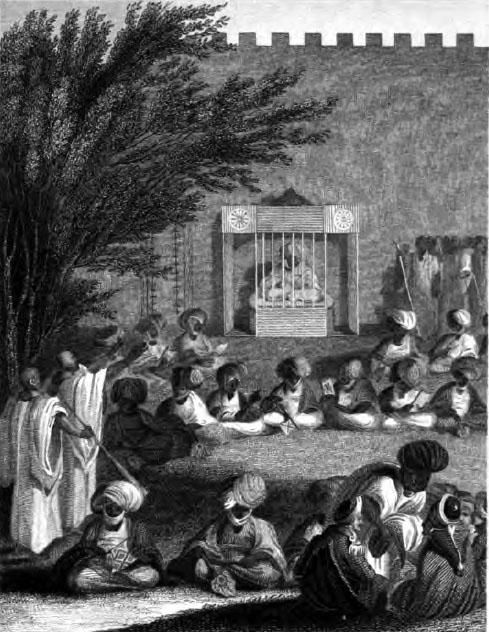
Денгем і Клаппертон на прийомі у шейха аль-Канеймі в Кука

Саме з Куки Денгем, всупереч волі Овдні та Клаппертона, супроводжував експедицію з захоплення рабів у гори Мандара на південь від Борну. Рейдери зазнали поразки, і Денгем ледве врятувався. До цього часу між Клаппертоном і Денгемом виникла глибока неприязнь. Денгем таємно надсилав додому зловмисні повідомлення про те, що Клаппертон мав гомосексуальні стосунки з одним із арабських слуг. Звинувачення, засноване на чутках, поширених незадоволеним слугою, звільненим Клаппертоном за крадіжку, було майже напевно необґрунтованим, і Денгем пізніше зняв його.
У грудні 1823 року Оудні та Клаппертон вирушили до країни Хауса, тоді як Денгем залишився, щоб досліджувати західне, південне та південно-східне узбережжя озера Чад і нижню течію річок Ваубе, Логон і Шарі. Він не зміг обстежити східний берег через ворожі племена, але тим не менш безсумнівно довів, що озеро Чад не було джерелом Нігеру, як це вважалося досі. Денгем повернувся до Куки, де познайомився з протеже Воррінгтона, Джоном Тірвіттом, якого відправили виконувати там обов'язки віце-консула. Денгем взяв Тірвітта з собою на екскурсію до південного краю озера Чад. Коли пара повернулася до Куки, Денгем знайшов там Клаппертона у дуже хворому стані. Овдні помер у Мурмурі в січні 1824 року, але Клаппертон продовжував працювати в Кано і Сокото. Султан Мухаммад Белло заборонив продовжувати дослідження, у нього не було іншого вибору, як повернутися.
14 вересня 1824 року, незважаючи на незмінну антипатію, дослідники разом з теслею Гіллманом вирушили з Куки до Триполі, не розмовляючи один з одним жодним словом протягом 133-денної подорожі. Тірвітт вирішив залишитися в Куці та виконувати свій обов'язок. Через кілька місяців він помер від лихоманки, алкоголізму та самотності.
1 червня 1825 року Денгем і Клаппертон повернулися до Англії.

## Наслідки
Протягом трьох місяців після їхнього повернення Клаппертон вирушив у ще одну експедицію до Західної Африки, цього разу подорожуючи морем, залишивши Денгема писати про їхні подвиги, у яких він перебільшував свою власну роль і применшував внесок Клаппертона й Овдні. Денгем оселився в Лондоні. Його було обрано членом Королівського товариства, а в грудні того ж року, отримавши звання підполковника, він відплив до Сьєрра-Леоне як суперінтендант визволених африканців, з дорученням розселити рабів, врятованих британською військово-морською ескадрою. Оселився у Фрітауні. Денгем провів кілька місяців, обстежуючи околиці Фрітауна, а наприкінці року розпочав інспекційний візит до острова Фернандо-По, де англійці орендували бази для своїх патрулів проти рабовласницьких кораблів. Саме там він дізнався від Річарда Лендера про смерть Клаппертона в Сокото. У травні 1828 року Денгем повернувся до Фрітауна, де отримав королівський ордер про призначення його лейтенантом-губернатором колонії Сьєрра-Леоне, змінивши сера Ніла Кемпбелла, який помер на цій посаді.

## Смерть
Денгем управляв Сьєрра-Леоне лише п'ять тижнів, де помер від «африканської лихоманки» (ймовірно, малярії) у Фрітауні 9 червня 1828 року у віці 42 років.

## Особисте життя
Денгем одружився з Гаррієт Гокінс, вдовою у Лісабоні, коли брав участь у піренейській війні. Вінчання відбулося 20 лютого 1815 року в Лондоні в Церква Святого Павла у Ковент-Гардені, але жодних інших записів про його дружину не збереглося.